# Богданови
Богданови са старозагорски индустриалци. Основатели на събирателно дружество „Иван Иванов Богданов и синове“ в Стара Загора.

## Дейност
През 1898 г. е основана фирма, която се занимава с внос и търговия на едро и дребно на железария, дърводелски инструменти и материали. 1930-те години създават фабрика за сода и кислород. През 1939 г. фабриката е преобразувана в събирателно дружество. През 1940 – 1942 г. се усвоява производството на сода за пране и калциев карбонат, а от 1944 г. започва производството на течна сода каустик. Събирателното дружество преустановява дейността си след национализацията през 1947 г.
В Държавния архив в Стара Загора се съхранява част от архива на дружеството – инвентарни книги за актива и пасива на дружеството за периода 1932 – 1947 г., дневници за заварозадълженията на балансовите сметки за периода 1936 – 1947 г., главни книги за прихода и разхода на дружеството за периода 1932 – 1944 г.